# Andreı Karpovıch
Andreý Vladïmïrovïç Karpovïç (in kazako Андрей Владимирович Карпович?; in russo Андрей Владимирович Карпович?, Andrej Vladimirovič Karpovič; Semej, 18 gennaio 1981) è un ex calciatore kazako, tecnico dell'Elimai.

## Palmarès

### Competizioni nazionali
- Campionato kazako: 1

Elimaý: 1998
Qaýrat: 2004
- Supercoppa del Kazakistan: 3

Aqtöbe: 2010
Astana: 2011
Ordabası: 2012